# Max Doumic
Pour les articles homonymes, voir Doumic.
Max Doumic (Julien-Maxime-Stéphane, dit Max), né le 8 juin 1863 à Paris 2e et mort le 11 novembre 1914 à Sillery est un architecte et essayiste catholique français connu pour ses opinions antimaçonniques. Volontaire, capitaine de la Légion étrangère, il meurt au champ d'honneur en 1914, au bois des Zouaves devant Reims. Il est le frère de René Doumic.

## Biographie

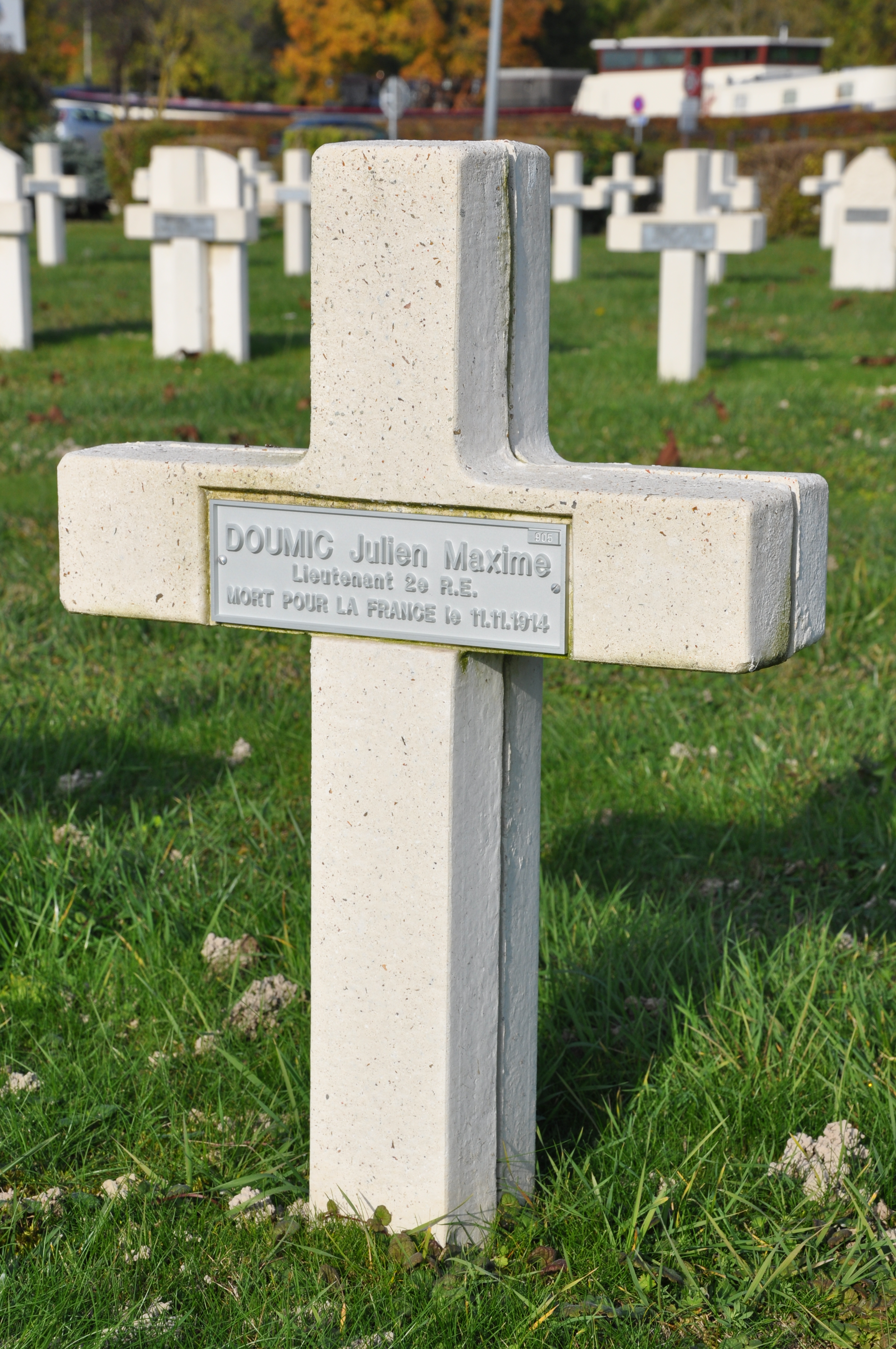
Sépulture de Julien Maxime Doumic à la Nécropole nationale de Sillery.

Julien-Maxime est le fils de Clair-Camille Doumic, négociant, et de Claire-Caroline Levasseur.
Architecte, il fut ancien membre de la Société des études historiques. Il a étudé à l'École des Beaux-Arts de Paris (1883-1893) et, de 1907 à 1909, il a été directeur du département d'architecture à l'École polytechnique de Montréal (Canada). Il revient en France à la suite d'une dispute avec l'École des hautes études commerciales de Montréal à propos d'une commission. Ancien officier de réserve (lieutenant au sein du 118e régiment d'infanterie territoriale), il demande à reprendre du service avant la déclaration de guerre. Il est engagé volontaire à 52 ans, et souhaite prendre place dans une formation active dans la Légion étrangère. On lui confie alors l'instruction d'une compagnie d'engagés volontaires polonais, dans le bataillon C du 2e régiment de marche du 1er étranger. Dans la nuit du 10 au 11 novembre, en passant l'inspection des sentinelles, il prend place sur un créneau et reçoit une balle mortelle dans le cou. Il repose dans la Nécropole nationale de Sillery.

## Thèses
Dans son livre Le Secret de la franc-maçonnerie, Doumic soutient que la politique maçonnique est généralement conforme à ce qu'exige l'intérêt anglais d'où il ressort que pour lui, la maçonnerie serait l'organe de l'impérialisme anglo-saxon.

## Publications
- L'Architecture d'aujourd'hui, conférence faite le 22 mars 1897, Paris, Perrin, 1897.
- Le Secret de la franc-maçonnerie, Paris, Perrin, 1905 ; rééd. 1910.
- avec Dominique Delahaye, La Franc-maçonnerie est-elle juive ou anglaise?, Paris, Perrin, 1906.
- "L'éducation de nos artistes et leurs œuvres aux salons de 1907", Le Correspondant, 25 mai 1907.